# Ljoeba

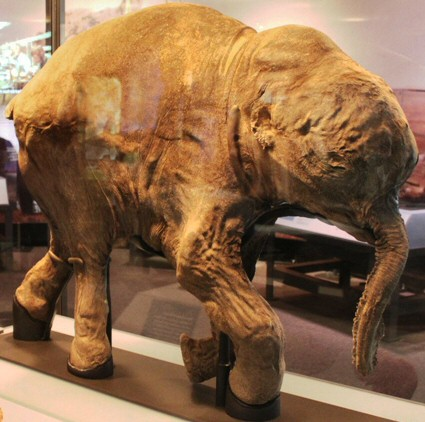
Ljoeba opgezet als onderdeel van een tentoonstelling in het Field Museum of Natural History

Ljoeba is een vrouwelijke wolharige mammoet die 42.000 jaar geleden overleed en waarvan het stoffelijk overschot in mei 2007 in Siberië in zeer goede staat terug gevonden werd.

## Ontdekking
Op een ochtend in mei 2007 vonden Joeri Choedi, een Nenetsische rendierherder, en zijn zoons het lijk van een volledig intacte babymammoet. Ze hadden nog nooit zoiets gezien, maar ze herkenden het wel uit de oude verhalen die tijdens de koude winternachten in Noord-Siberië werden verteld. De herder begreep direct dat hij een belangrijke ontdekking had gedaan. Hij besloot hierop naar het stadje Jar Sale, 240 kilometer naar het zuiden, te gaan om raad te vragen aan een oude vriend, Kirill Serotetto, die de gewoonten van de buitenwereld beter kenden. Zijn vriend stuurde hem onmiddellijk door naar de directeur van het plaatselijke museum. Deze haalde de autoriteiten over om Choedi en Serotetto met een helikopter terug te brengen naar de rivier Joeribej, waar de vondst gedaan was. Toen de mannen bij de exacte locatie aankwamen, bleek de jonge mammoet spoorloos verdwenen.
Men vermoedde dat de mammoet gestolen was door een ivoorhandelaar of door iemand anders die winst wilde halen uit het jong. Choedi’s verdenking viel op een neef, want enkele Nenetsen uit de buurt hadden hem zien rondhangen bij de oorspronkelijke vindplaats. Hierop reed het gezelschap naar het plaatsje Novji Port. Eenmaal daar aangekomen troffen ze de babymammoet aan, uitgestald tegen de muur van een winkel, terwijl verscheidene mensen foto’s aan het nemen waren. De winkeleigenaar had de mammoet van Choedi’s neef overgenomen in ruil voor twee sneeuwscooters en een jaarvoorraad aan voedsel. De mammoet was niet helemaal intact meer; zwerfhonden hadden een stuk van de staart en het rechteroor afgevreten. Uiteindelijk lukte het Choedi en Serotetta met behulp van de plaatselijke politie om de babymammoet weer in handen te krijgen.

## Naamkeuze
De babymammoet, die na onderzoek een vrouwtje bleek te zijn, werd daarom vernoemd naar Choedi’s vrouw Ljoeba.

## Doodsoorzaak
Ca. 42.000 jaar geleden (bepaald via koolstofdatering) moet deze babymammoet samen met haar moeder onderweg zijn geweest. Om de een of andere reden verloor de moeder het kalf gedurende enkele ogenblikken uit het oog. Het kalf dwaalde af, struikelde op de gladde rivieroever en gleed in een mengeling van zand, klei en gesmolten sneeuw. Het kalf worstelde om zichzelf te bevrijden, maar na elke beweging zakte het dieper weg. Uiteindelijk kwam er modder in haar slurf en mond, waardoor het kalf uit alle macht naar adem hapte, maar hierdoor alleen nog maar meer modder in haar luchtpijp zoog. Men is er nog altijd niet uit of het kalf verdronken is of gestikt.

## Onaangetast
Het één maand oude kalf is 85 centimeter groot en 130 centimeter lang en weegt ongeveer 50 kilogram. Ljoeba is na ca. 40.000 jaar zo goed bewaard gebleven doordat ze in modder en klei begraven raakte. De zuurstof werd buitengesloten wat de groei verhinderde van aerobe bacteriën die anders haar weefsels zouden hebben afgebroken. Melkzuurbacteriën namen bezit van haar weefsels. Het zuur werkte als een soort conserveringsmiddel en voorkwam dat het lichaam ging ontbinden.
De bodem werd permafrost, een verschijnsel dat vooral voorkomt bij de polen waarbij de ondergrond nooit helemaal ontdooit. Dit zorgde ervoor dat Ljoeba uitdroogde tot de helft van haar levend gewicht. In 2006 brak een rivier echter een stuk permafrost rond Ljoeba af, waardoor haar lichaam bloot kwam te liggen. Het rivierwater spoelde het lichaam stroomafwaarts naar een zandbank. Daar bleef het steken tot het gevonden werd. Al die tijd hield de geur van het melkzuur de aaseters op een afstand zodat het lichaam intact bleef.
De mammoet maakt deel uit van de vaste collectie van het Shemanovskiy-museum en tentoonstellingscentrum in het Russische Salechard, maar reist reist sinds haar ontdekking in 2007 de wereld rond. Eerst was ze te zien in Tokio, daarna maakte ze een reis door Azië tot in 2013, en in september 2014 was ze te bezichtigen in het natuurhistorisch museum van Londen. Ook was ze te bezichtigen bij een expositie in het Field Museum of Natural History in het Amerikaanse Chicago.